# Gendarmería de México
Gendarmería de México fue un equipo que participó en la Liga Mexicana de Béisbol con sede en la Ciudad de México, México.

## Historia
El Club Gendarmería de México participó únicamente una temporada en la Liga Mexicana de Béisbol, fundado por el General Antonio Gómez Velasco, quién en 1925 fue designado Jefe de la Gendarmería a Pie, debutó para la campaña de 1927 donde consiguió el único título de su historia al terminar en primer lugar con marca de 12 ganados y 4 perdidos con 2 juegos y medio de ventaja sobre el Club México. El siguiente año el equipo desapareció siendo esta la única ocasión en que participó en el circuito.